# Seznam madžarskih biatloncev
Seznam madžarskih biatloncev.

## B
- Adam Buki

## G
- Soma Gyallai

## K
- Zsolt Kovács

## P
- Dávid Panyik
- János Panyik
- Sara Ponya

## S
- Milán Szabó
- Emőke Szőcs